# Karl von Fasbender
Karl von Fasbender (Michelbach, 3 dicembre 1852 – Monaco di Baviera, 13 maggio 1933) è stato un generale tedesco.

## Biografia

### I primi anni
Karl Fasbender era figlio di Karl Fasbender e di sua moglie Elisabeth Lossen e nacque a Michelbach presso Wiesbaden in Germania. Dopo aver frequentato la scuola di Hadamar, si diplomò al ginnasio umanistico di Würzburg. Intrapresi gli studi universitari presso l'ateneo di Würzburg, il 1º ottobre 1872 passò all'esercito come volontario del 9º reggimento di fanteria di stanza in quella città, venendo assunto come militare di carriera il 1º ottobre 1873.
Nel 1875, per perfezionarsi, frequentò la scuola militare e il 23 novembre di quello stesso anno venne promosso Tenente in seconda. Dal 1878 al 1881 fu aiutante del proprio reggimento, frequentando quindi l'accademia militare sino al 1884. Il 29 ottobre 1885 venne promosso al rango di Tenente. Il 1º gennaio 1886 venne mantenuto come aiutante a Kaiserslautern sino al 1º febbraio 1888. Promosso capitano l'11 ottobre 1888, nel giugno del 1891 divenne comandante del 9º reggimento di fanteria nel quale militava, rimanendo in carica sino al 22 settembre 1893 quando ottenne una cattedra di insegnante presso l'accademia militare sino alla sua promozione, il 13 aprile 1896 al rango di Maggiore.
Il 10 settembre 1897 venne trasferito all'esercito reale bavarese a capo del reggimento "König Ludwig" di stanza a Ingolstadt. Il 13 dicembre 1898 assunse il comando del 1º battaglione di cacciatori bavarese a Frisinga. Con il 7 marzo 1900 venne promosso Tenente Colonnello e dal 1º marzo 1901 rinunciò al proprio incarico di comando, passando dal 12 febbraio di quello stesso anno al comando della scuola militare di tiro di Lechfeld dove contribuì notevolmente alla modernizzazione del combattimento in teoria ed in pratica.

Il 15 ottobre 1902 venne promosso Colonnello ed il 23 ottobre 1903 ottenne la carica di comandante del 3º reggimento di fanteria bavarese "Prinz Karl von Bavaria" ad Augusta sin quando il suo successore, Hans Abt, non lo soppiantò il 6 febbraio 1905. Venne promosso Maggiore Generale il 9 aprile 1905 e posto a capo della 9ª brigata di fanteria a Norimberga. Dall'aprile del 1906 venne trasferito a Berlino per contribuire alla riforma dei regolamenti dell'esercito tedesco per la fanteria e il 30 dicembre dell'anno successivo venne nominato capo di stato maggiore delle istituzioni educative militari. Dopo la promozione a Tenente Generale (26 giugno 1908), il 18 novembre 1908 divenne comandante della 4ª divisione di fanteria di stanza a Würzburg. In questo periodo, inoltre, egli ottenne la croce di commendaotre dell'ordine al merito della corona bavarese e lo status di nobile col titolo di cavaliere.

### Il ruolo nella Prima guerra mondiale
Il 23 marzo 1912 venne posto in riserva e coltivò l'idea del ritiro ma con lo scoppio della prima guerra mondiale, dal 10 agosto 1914 venne trasferito nuovamente sul campo come comandante del I corpo d'armata bavarese di riserva con cui partecipò alla battaglia di Sarrebourg del 18-20 agosto 1914 che terminò con una netta vittoria tedesca. L'11 ottobre 1914 venne promosso al rango di Generale di fanteria, combattendo a Valenciennes ed a Cambrai. L'11 ottobre 1914 venne insignito della croce di cavaliere dell'ordine militare di Massimiliano Giuseppe "per il comportamento eccellente ed energico sempre con successo anche in luoghi e momenti critici".
Il 3 giugno 1916 divenne commendatore dell'Ordine militare di Massimiliano Giuseppe per la sua partecipazione alla Battaglia della Somme. Nuovamente nella Battaglia di Arras nella primavera del 1917 impedì con il suo corpo d'armata impedì uno sondamento da parte dei britannici del fronte tedesco in Francia.
Su proposta del maresciallo principe Rupprecht di Baviera, ottenne dopo questi atti la gran croce dell'Ordine militare di Massimiliano Giuseppe nel maggio del 1917, ottenendo il riconoscimento dell'intero esercito Bavarese per la prontezza e la forza delle sue decisioni che avevano stroncato sul nascere le azioni nemiche impedendo la perdita di altri soldati.
Prese parte ancora alla offensiva di primavera nel 1918 per poi ritirarsi dal servizio attivo iniziando a ricoprire incarichi istituzionali per il governo repubblicano seguito alla caduta della monarchia. Dal 1º aprile all'8 luglio 1919 e nuovamente dal 9 aprile 1921 all'ottobre del 1932 ricoprì la carica di cancelliere dell'Ordine militare di Massimiliano Giuseppe, morendo in carica a Monaco di Baviera nel 1932.